# Ludvig Åberg
Ludvig Noa Åberg (Eslöv, 31 ottobre 1999) è un golfista svedese.

## Biografia
Åberg è nato il 31 ottobre 1999 a Eslöv, Svezia, dai genitori Mia e Johan, e ha una sorella maggiore di nome Linnea. È stato introdotto al golf all'età di otto anni presso l'Eslöv Golf Club da suo padre, che era un appassionato golfista. Inizialmente non appassionato del gioco, suo padre lo incoraggiò offrendogli un gelato se fosse rimasto un'ora in più al campo.

## Carriera
Il golfista svedese ha iniziato a competere a livello professionistico nel 2023; precedentemente aveva vinto due tornei nel 2020 consecutivamente nel mese di luglio: prima il Katrineholm Open e poi il Barsebäck Resort Masters, in entrambi i casi arrivando davanti al collega svedese Mikael Lindberg. Il 3 settembre 2023 ha vinto l'Omega European Masters, battendo ancora una volta un collega svedese, Alexander Björk, con due colpi sotto il par. A fine mese è stato convocato per la Ryder Cup 2023, in cui ha contribuito alla vittoria del team europeo, conquistando due punti e divenendo il primo golfista ad aver giocato tale competizione prima dell'esordio in un Major.

## Vittorie professionali (4)

### European Tour vittorie (3)
| Legenda                 |
| Tornei Major (0)        |
| Tornei FedEx (0)        |
| Altri European Tour (3) |

| No. | Data             | Torneo                   | Punteggio di vittoria | To par | Margine          | Secondo         |
| --- | ---------------- | ------------------------ | --------------------- | ------ | ---------------- | --------------- |
| 1   | 4 luglio 2020    | Katrineholm Open         | 67-70-69=206          | −10    | vittoria playoff | Mikael Lindberg |
| 2   | 16 luglio 2020   | Barsebäck Resort Masters | 69-67-68=204          | −15    | 5 colpi          | Mikael Lindberg |
| 3   | 3 settembre 2023 | Omega European Masters   | 64-67-66-64=261       | −19    | 2 colpi          | Alexander Björk |

### PGA Tour vittorie (3)
| Legenda            |
| Tornei Major (0)   |
| Tornei FedEx (0)   |
| Altri PGA Tour (1) |

| No. | Data             | Torneo      | Punteggio di vittoria | To par | Margine | Secondo          |
| --- | ---------------- | ----------- | --------------------- | ------ | ------- | ---------------- |
| 1   | 19 novembre 2023 | RSM Classic | 67-64-61-61=253       | −29    | 4 colpi | Mackenzie Hughes |

### Risultati completi
| Tournament            | 2024 |
| --------------------- | ---- |
| The Masters           | 2    |
| PGA Championship      | CUT  |
| U.S. Open             | T12  |
| The Open Championship | CUT  |

     Vittorie
     Top 10
     Non partecipante
EL = eliminazione a metà gara (non passa il taglio)

"P" = pari merito